# Березовский, Антон Иосифович
Анто́н Ио́сифович Березо́вский (пол. Antoni Berezowski; 9 мая 1847, Авратин, Житомирский уезд, Волынская губерния — 22 октября 1916, Бурай, Новая Каледония) — деятель польского национально-освободительного движения, террорист. 25 мая (6 июня) 1867 года в Париже совершил неудачное покушение на Александра II.

## Молодость
Уроженец Волынской губернии, сын бедного шляхтича, учителя музыки. Работал на механическом заводе, в 16 лет принял (против воли отца) участие в польском восстании 1863 года, после подавления эмигрировал, с 1865 года жил в Париже, работал в слесарной мастерской.

## Покушение
В 1867 году в Париже должна была состояться Всемирная выставка, на которую приехал и император Александр II. По словам самого Березовского, идеи убийства царя и освобождения этим актом Польши зародились в нем с раннего детства, но непосредственное решение он принял 1 июня, когда находился на вокзале в толпе, наблюдавшей за встречей Александра II. 5 июня он купил за пять франков двуствольный пистолет и на следующий день, 6 июня, позавтракав, отправился искать встречи с царем.
В пять часов пополудни Березовский у ипподрома Лоншан (Longchamp) в Булонском лесу стрелял в Александра II, возвращавшегося с военного смотра (вместе с царем в экипаже находились два его сына, Владимир Александрович и Александр Александрович, т.е. будущий император Александр III, а также император Наполеон III). Пистолет разорвало от слишком сильного заряда, в результате пуля отклонилась и попала в лошадь сопровождавшего экипаж шталмейстера. Березовский, которому взрывом сильно повредило руку, был немедленно схвачен толпой. «Я сознаюсь, что выстрелил сегодня в императора во время его возвращения со смотра, — заявил он после ареста. — Две недели тому назад у меня родилась мысль цареубийства, впрочем, вернее, я питал эту мысль с тех пор, как начал себя сознавать, имея в виду освобождение родины».

## Суд
15 июля 1867 года состоялось заседание суда присяжных. Березовский держался спокойно и с полной уверенностью в своей правоте; он вновь заявил, что совершил покушение ради Польши, по личной инициативе и безо всяких сообщников. Он выразил только сожаление, «что все это произошло в дружественной нам Франции». Прокурор утверждал, что Березовский не имел личных мотивов жаловаться на российское правительство, и потому «для него нет оправданий, если только политические страсти не послужат ему в уменьшение вины». Адвокат Шарль Лашо настаивал на том, что Березовский мстил за свою порабощенную родину и семью, сосланную после восстания, и ссылался на добрые качества Березовского, подтвержденные свидетелями. Несмотря на сочувствие публики, Березовский был признан виновным с допущением облегчительных обстоятельств и приговорен к пожизненным каторжным работам в Новой Каледонии.

## Дальнейшая жизнь и смерть
Каторгу отбывал на острове Ну. В 1886 году каторга была ему заменена на пожизненную ссылку, а в 1906 году он был амнистирован правительством Клемансо, но не пожелал возвращаться из Новой Каледонии и продолжал жить в городке Бурай (Bourail), где и умер десять лет спустя.

## Березовский в художественной литературе
Антон Березовский — главный герой историко-психологических повестей польского писателя Яна Юзефа Щепаньского: «Икар» (1966) и её продолжения — «Остров» (1968).
В российском сериале «Роман императора» (1993) его воплотил актер Алексей Нилов.